# Ogonów (Widuchowa)
Ogonów – część wsi Widuchowa w Polsce, położona w województwie świętokrzyskim, w powiecie buskim, w gminie Busko-Zdrój.
W latach 1975–1998 Ogonów administracyjnie należał do województwa kieleckiego.